# Naruto - Il film: I guardiani del regno della luna crescente
Naruto - Il film: I guardiani del regno della luna crescente (劇場版 NARUTO 大興奮! みかづき島のアニマル騒動だってばよ?, Gekijōban Naruto: Daikōfun! Mikazuki-jima no animaru panikku dattebayo) è un film del 2006 scritto e diretto da Toshiyuki Tsuru. È il terzo lungometraggio anime basato sulla popolare serie anime e manga Naruto di Masashi Kishimoto, e l'ultimo legato alla prima serie TV. Venne distribuito in Giappone dalla Toho il 5 agosto 2006. La canzone dei titoli di coda si intitola "Tsubomi" ed è cantata dalle Maria.

## Trama
Naruto Uzumaki, Sakura Haruno, Rock Lee e Kakashi Hatake sono alle prese con una missione che li vedrà portare al Paese d'origine un VIP e tutta la sua carovana. I protagonisti si ritrovano a passare per una città per vedere un circo che verrà subito acquistato dal principe del Paese della Luna, Michiru, un uomo goffo e ricco. Subito dopo tutti si imbarcano in una grossa nave per raggiungere la loro destinazione. Durante il viaggio, una tempesta darà a Naruto l'opportunità di far capire ad Hikaru, figlio di Michiru, come sia importante l'amicizia.
Sbarcato ed arrivato alla reggia, Michiru si ritroverà di fronte a un'amara sorpresa: il trono è stato preso da Shabadaba, ex-consigliere nonché ex amico fidato del Re, che ha fatto pietrificare il re da dei ninja ricercati. Michiru e gli altri, grazie anche all'aiuto di alcuni ninja fidati, riescono a fuggire ed arrivano nella grotta dove è custodito il Re. Sakura cerca di curarlo, ma a causa della pietrificazione il Re morirà.
Mentre cercano di andarsene dal paese in barca, arrivano 3 Ninja che catturano Michiru e feriscono gravemente Naruto e gli altri. Michiru, appena trovatosi di fronte a Shabadaba, viene portato in cima al palazzo e legato con una corda, per essere impiccato. Con una scusa (quella del Circo) la compagnia riesce ad infiltrarsi nel palazzo affrontando uno ad uno i ninja nemici. Proprio mentre Michiru sta per cadere nel vuoto, impiccato, Hikaru a cavallo della sua tigre, lo afferra nel vuoto, e la Tecnica Superiore della Moltiplicazione del Corpo lo salva definitivamente. L'ultimo ninja rimasto, Ishidate, cerca di uccidere Naruto, grazie al suo potere della pietrificazione, ma in un atto di collera uccide invece Shabadaba. Approfittando della distrazione del nemico, Naruto si fa portare in spalla da Michiru, ferito al petto, a sua volta spinto da Hikaru, e sfodera il Rasengan che uccide Ishidate.
Michiru diventa così il re dell'isola, e Naruto, Kakashi, Sakura e Lee tornano a casa.

## Distribuzione

### Data di uscita
Le date di uscita internazionali sono state:
- 5 agosto 2006 in Giappone
- 4 gennaio 2007 in Corea del Sud
- 2 febbraio 2007 a Taiwan (火影忍者劇場版：大興奮！新月島的動物騷亂)
- 13 luglio 2015 in Italia

### Edizione italiana
Il doppiaggio italiano del film fu effettuato dalla Logos e diretto da Pino Pirovano su dialoghi di Anna Grisoni (edulcorati rispetto a quelli originali). Esso venne eseguito nel 2010 in previsione di una trasmissione su Hiro a dicembre dello stesso anno, che tuttavia non avvenne. Il film fu invece distribuito nei cinema per un solo giorno il 13 luglio 2015 dalla Key Films.

### Edizioni home video
Il film fu distribuito in DVD-Video in Giappone il 25 aprile 2007, mentre in Italia fu pubblicato in DVD e Blu-ray Disc dalla CG Entertainment il 3 novembre 2015.

## Accoglienza

### Incassi
Il film incassò 780 milioni di yen nei cinema giapponesi e 12 668 euro in quelli italiani (calcolando anche l'incasso del film successivo, proiettato nello stesso giorno).

## Altri media
Il 7 agosto 2006 la Shūeisha pubblicò in Giappone, nella collana Jump J Books, la novellizzazione del film, scritta da Masatoshi Kusakabe.